# Clara G. McMillan
Clara Eloise Gooding, vedova McMillan (Brunson, 17 agosto 1894 – Barnwell, 8 novembre 1976), è stata una politica statunitense, membro della Camera dei Rappresentanti per lo stato della Carolina del Sud dal 1939 al 1941.

## Biografia

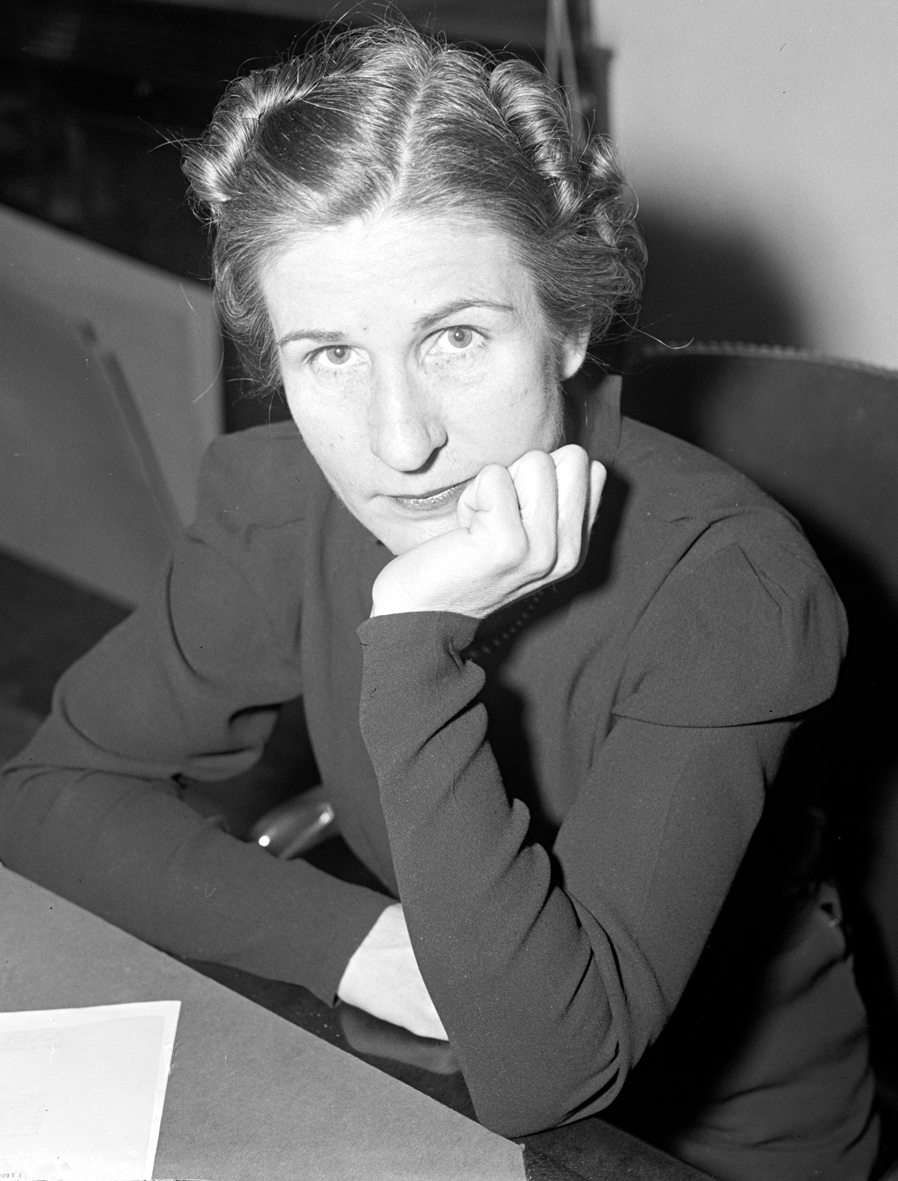
Clara McMillan nel 1939

Seconda di otto figli, Clara Gooding nacque nella Carolina del Sud e trascorse gran parte della giovinezza a Savannah. Frequentò il Flora MacDonald College di Red Springs e successivamente seguì un corso presso il Confederate Home College di Charleston, al termine del quale divenne un'insegnante.
Nel 1916 sposò l'avvocato Thomas S. McMillan, che successivamente divenne un deputato del Partito Democratico. Nel corso del matrimonio, i McMillan ebbero cinque figli.
Quando suo marito morì improvvisamente all'età di cinquant'anni nel 1939, la signora McMillan si candidò alle elezioni speciali indette per riassegnare il seggio rimasto vacante alla Camera dei Rappresentanti. In campagna elettorale promise di portare avanti il lavoro del suo defunto marito. Riuscì ad essere eletta con un margine di voti schiacciante (5.089 a 1.042), divenendo la seconda donna della storia a rappresentare lo stato della Carolina del Sud al Congresso, dopo Elizabeth Hawley Gasque. Un gruppo di residenti della contea di Berkeley avviò un'azione legale per contestare i risultati elettorali e chiedendo di invalidarli, ma la richiesta fu bocciata dalla Corte Suprema della Carolina del Sud, che convalidò l'elezione della signora McMillan.
Come deputata, Clara McMillan fu una grande sostenitrice delle politiche del Presidente Roosevelt, affermando che prepararsi all'ingresso nella seconda guerra mondiale avrebbe preservato la sicurezza dei suoi figli. In un discorso tenuto di fronte ai colleghi deputati, votando a favore della legge che istituiva la coscrizione per i cittadini che avessero compiuto i ventun anni, dichiarò: "Ho cinque figli. Il maggiore rientrerà immediatamente nell'ambito di applicazione della legge e sarà soggetto alle sue disposizioni, poiché ha superato i 21 anni. Il mio secondo figlio ha quasi 19 anni e ora sta svolgendo l'addestramento militare in una scuola organizzata a tale scopo. Se e quando i miei figli saranno necessari per la difesa del loro Paese, non voglio che si scontrino, non addestrati e non qualificati, con soldati esperti".
Clara G. McMillan restò in carica come deputata fino al 1941, quando, dopo aver portato a termine il mandato di suo marito, decise di non candidarsi ulteriormente. Restò a Washington, dove venne assunta dalla National Youth Administration. Quando gli Stati Uniti entrarono in guerra, ottenne un incarico presso lo United States Office of War Information. Tra il 1946 e il 1957, Clara McMillan lavorò al Dipartimento di Stato come ufficiale di collegamento, poi andò in pensione. Nel 1960 ottenne il riconoscimento di "Madre dell'anno della Carolina del Sud". Morì a Barnwell nel novembre del 1976, all'età di ottantadue anni, venendo sepolta accanto al marito.